# Pyrrhura rhodocephala
Pyrrhura rhodocephala là một loài chim trong họ Psittacidae.